# Przełomowa Dolina Nysy Łużyckiej
Przełomowa Dolina Nysy Łużyckiej este o arie protejată (sit de importanță comunitară — SCI) din Polonia întinsă pe o suprafață de 1.534,42 ha, integral pe uscat.

## Localizare
Centrul sitului Przełomowa Dolina Nysy Łużyckiej este situat la coordonatele 51°02′46″N 14°58′03″E / 51.0461°N 14.9675°E.

## Înființare
Situl Przełomowa Dolina Nysy Łużyckiej a fost declarat sit de importanță comunitară în martie 2007 pentru a proteja 12 specii de animale.

## Biodiversitate
Situată în ecoregiunea continentală, aria protejată conține 10 habitate naturale: Lacuri eutrofice naturale cu vegetație de tip Magnopotamion sau Hydrocharition, Cursuri de apă de la nivel de câmpie la nivel montan, cu vegetație Ranunculion fluitantis și Callitricho-Batrachion, Pajiști cu Molinia pe soluri calcaroase, turboase sau argilos-nămoloase (Molinion caeruleae), Liziere de ierburi înalte hidrofile de câmpie și de nivel montan până la alpin, Fânețe de joasă altitudine (Alopecurus pratensis, Sanguisorba officinalis), Păduri de fag Luzulo-Fagetum, Păduri de fag Asperulo-Fagetum, Păduri de stejar și carpen Galio-Carpinetum, Păduri pe pante, grohotișuri și ravene de Tilio-Acerion, Păduri aluvionare cu Alnus glutinosa și Fraxinus excelsior (Alno-Padion, Alnion incanae, Salicion albae).
La baza desemnării sitului se află mai multe specii protejate:
- amfibieni (2): buhai de baltă cu burta roșie (Bombina bombina), triton cu creastă (Triturus cristatus)
- mamifere (3): castor (Castor fiber), vidră de râu (Lutra lutra), liliac comun (Myotis myotis)
- nevertebrate (4): fluturele purpuriu (Lycaena dispar), Ophiogomphus cecilia, Phengaris nausithous, Phengaris teleius
- pești (3): avat (Aspius aspius), zglăvoacă (Cottus gobio), Lampetra fluviatilis